# Ribeira Moça
A Ribeira Moça é um curso de água do arquipélago de São Tomé e Príncipe, localizado no distrito de Lembá, ilha de São Tomé, corre para Oeste até encontrar o mar onde desagua na Praia da Moça, depois de atravessar as localidades de Santa Clotilde e de Monte Carmo.